# Чиммер, Эмиль
Эми́ль Чи́ммер (нем. Emil Zschimmer; 14 сентября 1842, Гросвиг — 23 января 1917, Бад-Шмидеберг) — немецкий художник, представитель Веймарской школы живописи, профессор живописи.

## Биография
Эмиль Чиммер родился 14 сентября 1842 года в Гросвиге (Großwig), что неподалёку от Бад-Шмидеберга, в семье владельца поместья Иоганна Августа Чиммера и его жены Августы Генриетты, урождённой Бенч. Предки Эмиля работали несколько поколений в лесной службе, сначала в саксонских, а после 1815 года в королевских прусских службах. После окончания начальной школы в 1853 он был отдан в школу-интернат в Галле, где он учился до 1859. По окончании этой школы он устроился на ситценабивную фабрику в Айленбурге, где занимался нанесением рисунка на ситец. Здесь и проявился его врождённый талант к рисованию, который и определил его дальнейшую судьбу.
В 1863 Эмиль Чиммер поступил в Великогерцогскую Саксонскую школу искусств в Веймаре (Großherzoglich-Sächsischen Kunstschule Weimar). Здесь он учился до 1870 года. Учёба была прервана начавшейся Франко-прусской войной. Чиммер был призван на военную службу в 4-й егерский батальон, дислоцировавшийся в Зангерхаузене. После службы он вернулся к живописи. Участвовал в выставках. В 1875 году Чиммер получил должность преподавателя рисования в Княжеской бесплатной школе рисования в Веймаре (Fürstlichen freien Zeichenschule Weimar) (не следует путать с Великогерцогской Саксонской школой искусств). Эта школа являлась начальным художественным образовательным учреждением, готовившим своих учеников на предварительном этапе для поступления в высшую художественную школу. А с 1882 по 1891 год он преподавал в Великогерцогской Саксонской школе искусств. Кроме того, в этот же период он преподавал рисование в Королевской гимназии в Эрфурте.
В 1890 году за свою художественную и преподавательскую деятельность Великим герцогом Саксон-Веймар-Айзенахским Карлом Александром ему был пожалован титул «Профессор».
В 1891 году Эмиль Чиммер ушел в отставку и переехал в Бад-Шмидеберг в свою недавно построенную виллу.
Умер 23 января 1917 года. Похоронен на кладбище Бад-Шмидеберга.

## Творчество
Творчество Эмиля Чиммера состоит в основном из живописных пейзажей. Он писал в реалистичной манере, свойственной Веймарской школе. Обладая сравнительно небольшим дарованием, он успешно впитал в себя стиль живописи Веймарской школы и её атмосферу. Первый успех Чиммеру принесла картина «Im Hochwalde», после выставки академической живописи в Берлине в 1872 году. С 1875 по 1891 занимался преподавательской деятельностью.
После ухода на пенсию в 1891 году, поселившись в Бад-Шмидеберге, Чиммер написал живописные пейзажи с видами природного парка Дюбенер Хайде (Dübener Heide), снискав себе прозвание «живописец Дюбенер Хайде». В своих работах Чиммер изображал лесные пейзажи, пасторальные сцены, виды деревенских улиц и небольших поселений со стаффажем, и часто виды просторов, поросших вереском, с отдельными крестьянскими персонажами в их повседневных костюмах.
Чиммер также занимался резьбой по дереву. В мемориальном зале протестантской городской церкви Бад-Шмидеберга имеется резное деревянное распятие Христа, изготовленное профессором Чиммером.

## Факты
- У Эмиля Чиммера были два сына, которые погибли в Первую мировую войну.
- Дочь Чиммера — Эрика Чиммер также была художницей.
- В 1990 году одна из улиц в западной части Бад-Шмидеберга названа в честь художника — Чиммерштрассе (Zschimmerstraße).

## Галерея

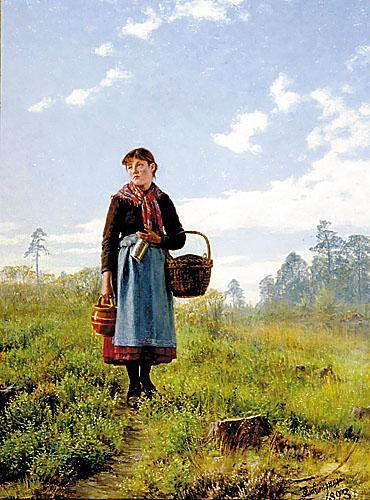
«Сборщица черники»
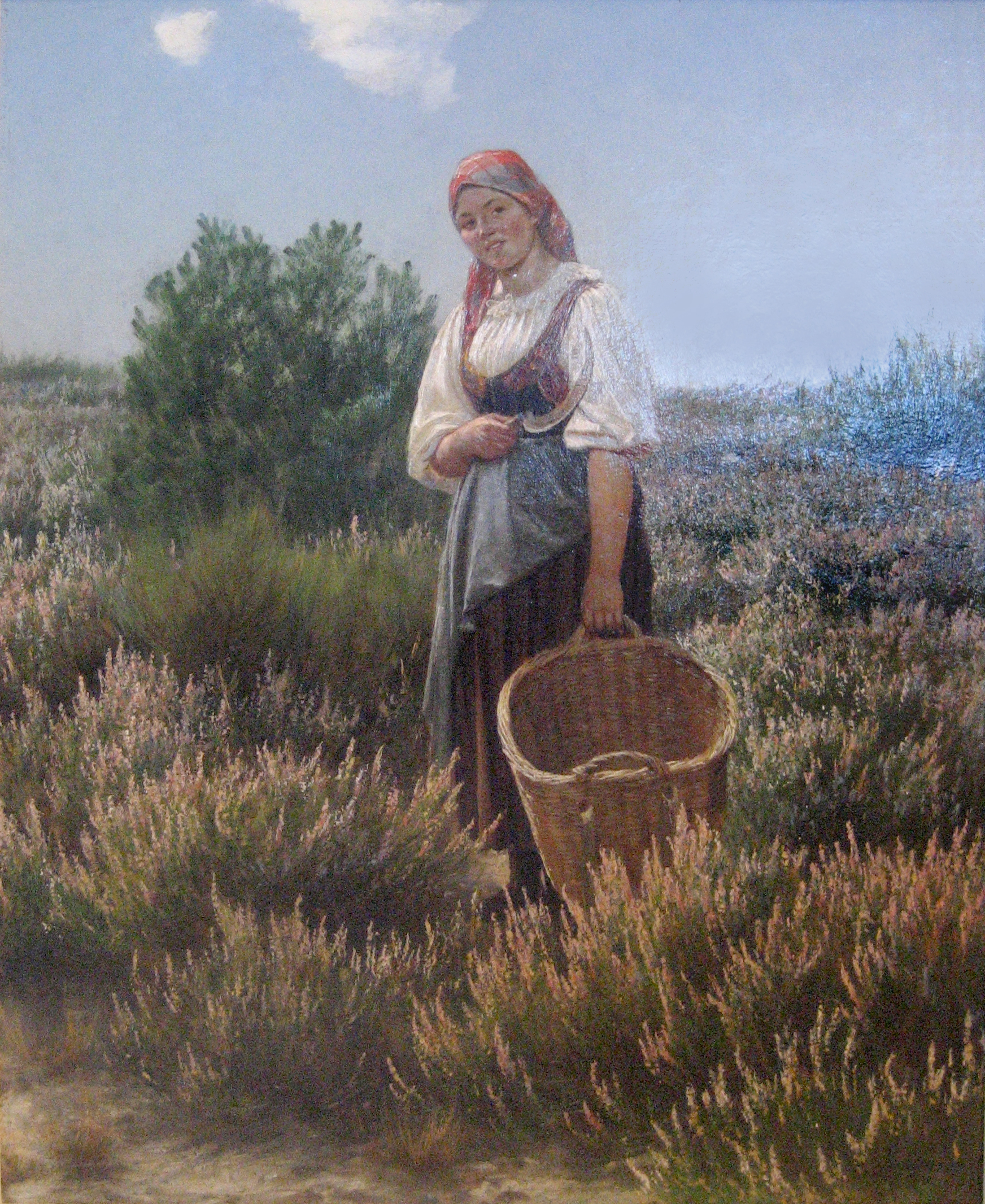
«Крестьянка в вереске с серпом и корзиной»
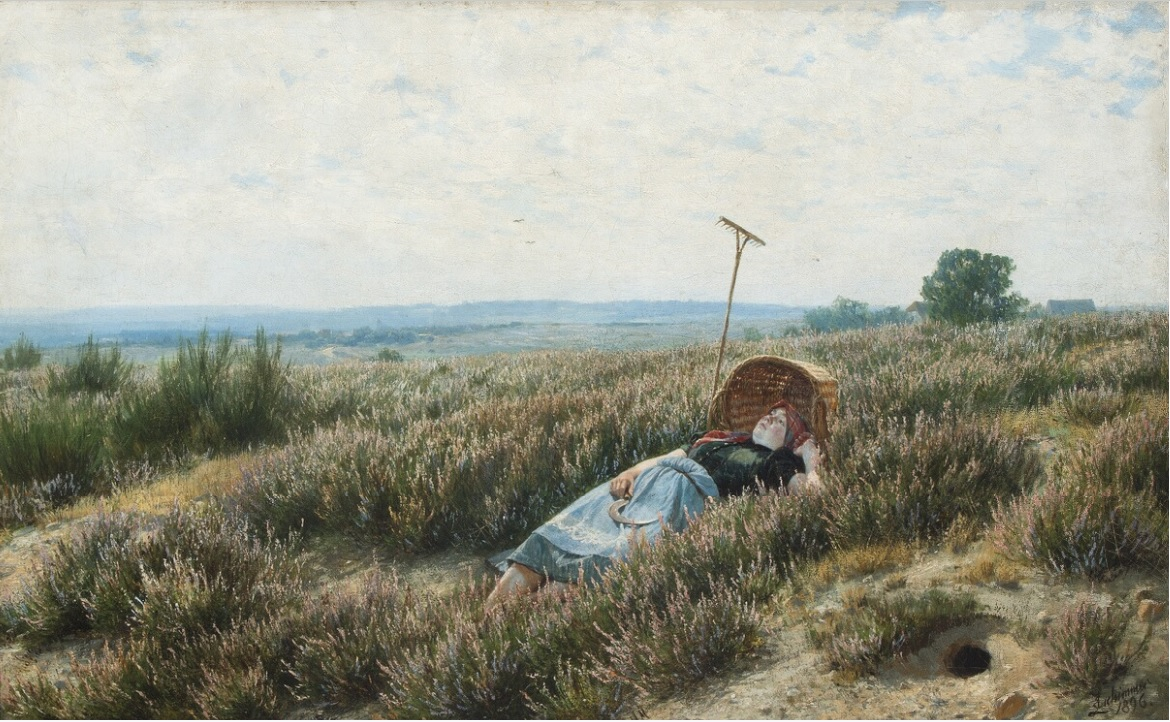
«Отдыхающая женщина», 1896 г.
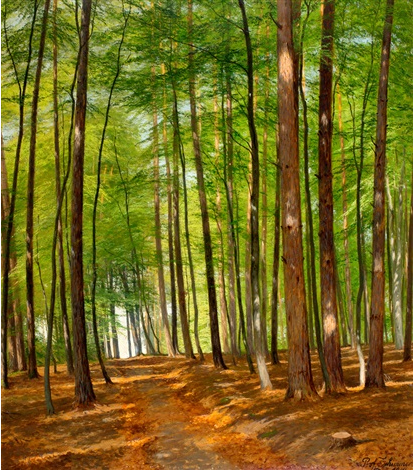
«Лесная дорожка в Дюбенер Хайде»
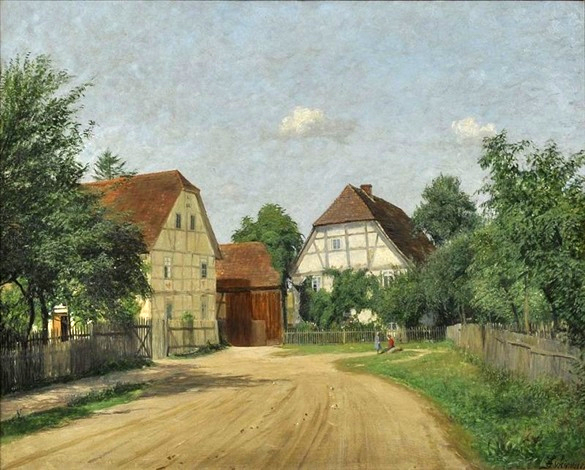
«Деревенская улица в Мошвиге около Шмидеберг. 1914»
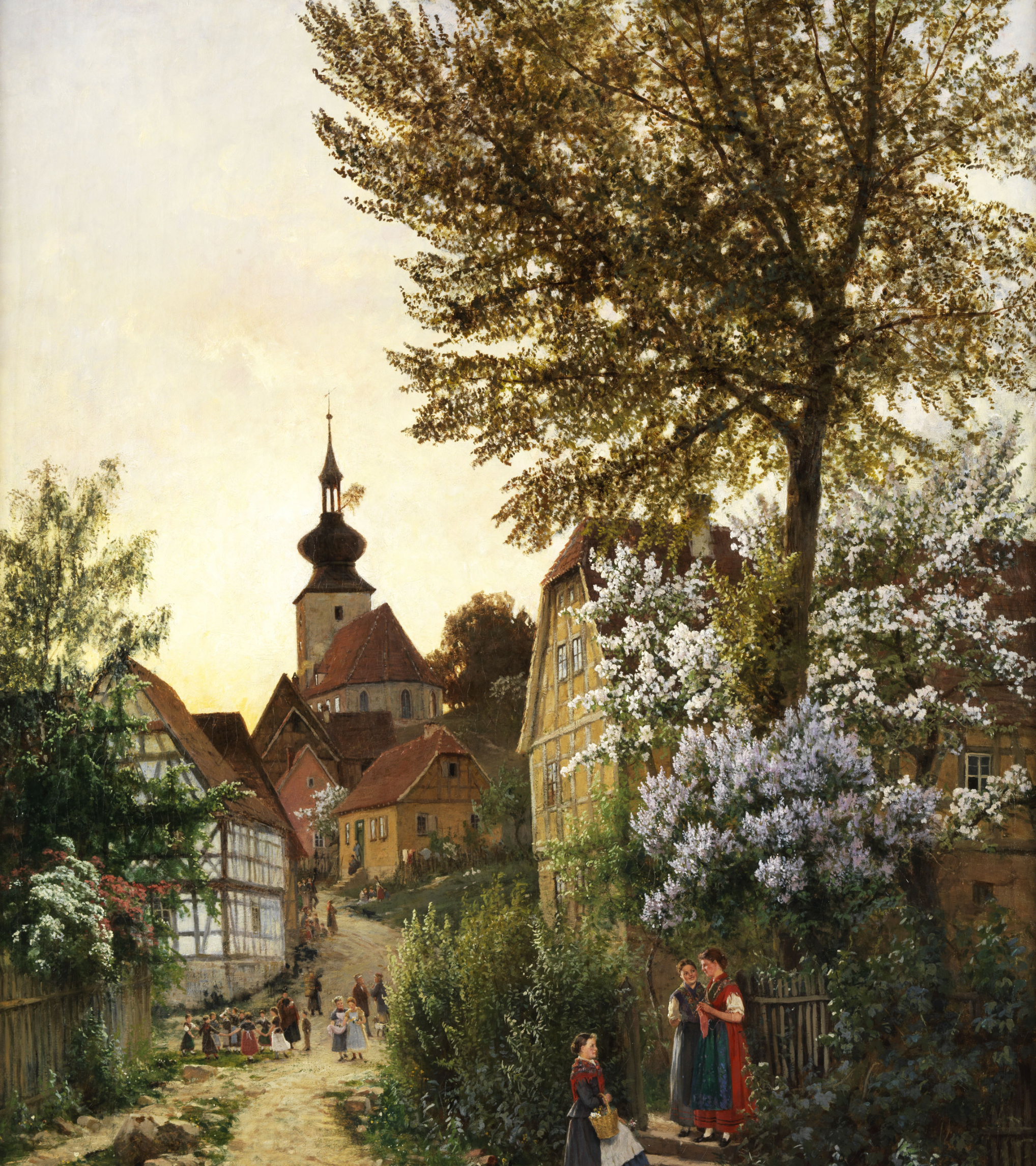
«Maiabend_im_Tieftal_Erfurt_1885»
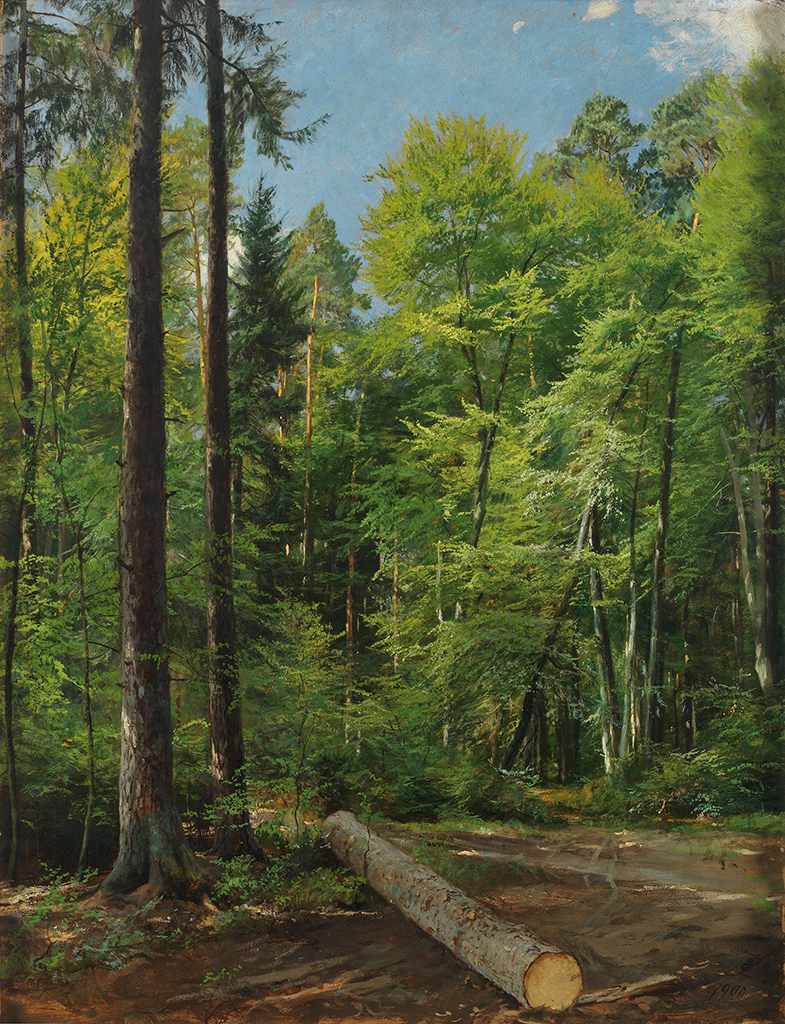
«Лесной пейзаж»